# Записки Кавказского отдела Императорского русского географического общества
«Записки Кавказского отдела Императорского русского географического общества» (аббр. ЗКО ИРГО, рус. дореф. «Записки Кавказскаго отдѣла Императорскаго Русскаго Географическаго общества») — издание, выпускавшееся Кавказским отделом Императорского русского географического общества. Издавалось бессрочно в 1852—1916 годах отдельными книгами в количестве 48 штук — 30 т. н. «Книжек» и отдельные «Выпуски», атласы, карты и рисунки в дополнение к ним. Место издания — Тифлис, кроме двух книг изданных в Пятигорске и одной в Казани. Содержит связанные с Кавказом публикации исторических, географических, ботанических и других исследований, а также очерки о путешествиях в этот регион. Для своего периода, фактически являлся многотомной энциклопедией по Кавказу.

## Общие сведения
«Записки Кавказского отдела ИРГО» издавались бессрочно отдельными книжками, в Тифлисе в 1852—1913 годах, фактически до 1916 года. В тексте книжки I «Оглавление» находится в конце, в остальных книжках «Оглавление» помещали уже в начале. Издавались книжки в «Типография Канцелярии наместника кавказского», начиная с книжки V издательство именовалось «Типография Главного управления наместника кавказского». Некоторые авторы: Бороздин К. А., Егиазаров С. А., Комаров А. В., Петрусевич Н. Г.

## Список книг
| №  | Книжка (выпуск и/или часть), Приложение к книжке | Книжка (выпуск и/или часть), Приложение к книжке | Место, год     | Редакторы, авторы | Оглавление/Содержание (оригинальная русская дореформенная орфография) | Выходные сведения |
| -- | ------------------------------------------------ | ------------------------------------------------ | -------------- | --- | --- | ----------------- |
| 1  |                                                  | Кн. I                                            | Тифлис 1852    | Ред. Соллогуб В. А. Гагарин А. Г. Дюкруаси И. А. Евлахов И. И. Уманец А. А. Услар П. К. Ходзько И. И.                                                       | Предисловіе. Гр. В. А. Соллогуба ................................................................ I—XXIV. Положеніе о Кавказскомъ Отдѣлѣ .......................................................................... 1. &nbsp;Равнины Эриванской губерніи. Бар. П. К. Услара. ................................................ 5. Взглядъ на Эриванскую губернію въ гидрографическомъ отношеніи и обозрѣніе р. Аракса, его же. ....................................................... 18. Сводъ наблюденій произведённыхъ въ разныхъ мѣстахъ Кавказскаго и Закавказскаго края надъ солнечнымъ затмѣніемъ 16/28 Iюля 1851 года. О. И. Ходзько ............................................... 33. Краткое описаніе главныхъ торговыхъ путей сообщенія Закавказскаго края. И. А. Дюкруаси ................................................................. 143. Тіфлисские караванъ-сараи. И. И. Евлахова ........................................................167. ЛѢТОПИСЬ ОТДѢЛА. I. Учрежденіе Отдѣла .......................................................................................... 184. II. Дѣйствія Отдѣла: Общія собранія ............................................................................. 185. Засѣданія Комитета ..................................................................... 208. III. Составъ и способы Отдѣла: Списокъ Членамъ ........................................................................ 226. Денежные способы ...................................................................... 234. Библіотека Отдѣла ....................................................................... 235. IV. Некрологъ: Павелъ Николаевичъ Алексан- дровъ. А. А. Уманца. ........................................................................................... 241. СМѢСЬ. О ходѣ работъ по тріангуляціи Закавказскаго края.......................................... 247. О рельефной картѣ Кавказа.................................................................................... 254. Объ изданномъ въ Венеціи Армянскомъ атласѣ.................................................. — Объ изданномъ въ Тавризѣ Персидскомъ атласѣ.............................................. 256. Персидскій Курдистанъ. Кн. А. Г. Гагарина............................................................ — Грузинскія пословицы и изрѣченія (доставлено И. И. Евлаховымъ)............................................................................................................... 260. Объ исчисленіи Г. Морицомъ квадратнаго содержанія площадей Джаро-Бѣлоканскаго округа и Сигнахскаго уѣзда .......................................................................................................................... 265. | [ 4 ]             |
| 2  |                                                  | Кн. II                                           | Тифлис 1853    | Ред. Соллогуб В. А. и Харитонов А. А. Дюкруаси И. А. Новицкий В. А. Пушкарёв С. И. Свечин Д. И. Спасский-Автономов К. Ф. Ханыков Н. В. Циммерман А.         | О климатѣ Кутаисской Губерніи. А. Циммермана .................................................. 1. Анапа и Закубанскія поселенія (съ картою). В. Новицкаго .................................. 14. О торговлѣ желѣзомъ въ Закавказскомъ Краѣ. И. Дюкруаси ............................. 44. Очеркъ народонаселенія, нравовъ и обычаевъ Дагестанцевъ. Д. Свечина ....... 54. О перемежающихся измѣненіяхъ уровня Каспійскаго Моря, съ осо- бымъ прибавленіемъ и съ разными видами и чертежами. Н. Ханыкова .............................................................................................................. 66. Краткій очерк портовъ сѣверо-восточнаго берега Чернаго Моря и торговаго на этомъ берегу мореплаванія. С. Пушкарева ....................... 153. БИБЛІОГРАФІЯ. Указатель книгъ и журнальныхъ статей о Кавказѣ географическаго, статистическаго и этнографическаго содержанія за 1852 г. А. Харитонова ................................................................................. 170. ЛѢТОПИСЬ ОТДѢЛА. I. Дѣйствія Отдѣла: Общія собранія .............................................................................. 187. Засѣданія Комитета ...................................................................... 194. II. Составъ и способы Отдѣла: Списокъ членамъ .......................................................................... 216. Денежные способы ....................................................................... 219. Библіотека ........................................................................................ — СМѢСЬ. Измѣненія на Лезгинской Линіи. Графа В. Соллогуба .................................. 224. Алагирскій серебро-свинцовый завод. Его же .................................................. 228. Описаніе подводныхъ зданій, находящихся на бакинскомъ рейдѣ (съ чертежемъ). К. Спасскаго-Автономова ............................................... 242. Нѣчто о Пшавіи и Пшавцахъ. ............................................................................... 247. Извѣстіе о Староюртовскихъ минеральныхъ источникахъ. .......................... 253. О бывшемъ въ Тифлисѣ Монетномъ Дворѣ и о количествѣ выдѣланной на немъ грузинской серебряной монеты. А. Харитонова .............. 259. Поѣздка изъ Казбина въ Буруджирдъ (извлеченіе изъ письма втораго драгомана Императорской Миссіи въ Тегеранѣ, г. Гусева къ Н. В. Ханыкову) ........................................................................................... 262. Восхожденіе на гору Демавендъ. Ханыков Н. В. .............................................. 268. Приложенія къ статьѣ: «Краткій очеркъ портовъ сѣверо-восточнаго берега Чернаго Моря». ............................................................................. 277. | [ 5 ]             |
| 3  |                                                  | Кн. III                                          | Тифлис 1855    | Ред. Вердеревский Е. А. Бартоломей И. А. Рисс П. Ф. Эристов Р. Д.                                                                                           | I. ТРУДЫ ОТДѢЛА. О Талышинцахъ, ихъ образѣ жизни и языкѣ, статья Члена-Сотрудника П. Ф. Рисса ............................................................................ 1. О Тушино-Пшаво-Хевсурскомъ Округѣ, статья Д.- Члена Князя Р. Д. Эристова ................................................................................. 75. Поездка в Вольную Сванетию, Д.-Члена И. А. Бартоломея ............................................................................................................ 147. II. ЛѢТОПИСЬ ОТДѢЛА. Дѣйствія Отдѣла ...................................................................................................... 241. Составъ и Способы Отдѣла .................................................................................. 293. III. ПРИЛОЖЕНІЯ. Ведомостi: 1) о приходѣ и отходѣ каравановъ по Закавказскому Карантинно-Таможенному Округу за 1852, 1853 и 1854 годы..................................................................................... 302. 2) о приходѣ и отходѣ судовъ по Кас- пійскимъ и Черноморскимъ портамъ, за тѣ же годы ........................................................................................................................ 304. 3) о привозныхъ изъ-за-границы това- рах, за тѣ же годы ................................................................................................ 306. 4) объ отвозныхъ за-границу Россій- скихъ товарахъ по Закавказскому Карантинно- Таможенному Округу, за тѣ же годы ............................................................. 308. 5) объ отвозныхъ за-границу товарахъ по Закавказскому Карантинно-Таможенному Ок- ругу, за тѣ же годы .............................................................................................. 310. 6) о товарахъ, задержанныхъ при тай- номъ провозѣ изъ-за-границы по Закавказскому Карантинно-Таможенному Округу, за тѣ же годы .................................... 312. 7) о доходахъ поступившихъ по Закав- казскому Карантинно-Таможенному Округу, за тѣ же годы ................................................................................................................. 314. 8) о привозныхъ изъ-за-границы азіят- скихъ товарахъ по Закавказскому Карантинно-Та- моженному Округу, за тѣ же годы ................................................................. 315. | [ 6 ]             |
| 4  |                                                  | Кн. IV                                           | Тифлис 1857    | Ред. Ломизе М. К. и Берзенов Н. Г. Люлье Л. Я. Муликовский А. П. Филадельфин А. Т.                                                                          | I. ТРУДЫ ОТДѢЛА. Климатъ въ Тифлисѣ, статья Д.-Члена А. Т. Филадельфина ............................. 1. Общій взглядъ на страны, занимаемыя горскими народами: Черкесами, Абхазцами и другими смежными съ ними, ст. Д.-Члена Л. Я. Люлье ..................................................................................................................... 173. Объ имѣніяхъ Греческой Церкви въ Закавказскомъ Краѣ, ст. Члена- Сотрудника А. П. Муликовскаго ...................................................................... 194. О Натухажцахъ, Шапсугахъ и Абадзехахъ, ст. Д.-Члена Л. Я. Люлье ..................................................................................................................... 227. II. ЛѢТОПИСЬ ОТДѢЛА. Дѣйствія Отдѣла .................................................................................................... 239. Составъ и способы Отдѣла .................................................................................. 255. Ученая дѣятельность Отдѣла .............................................................................. 257. III. ПРИЛОЖЕНІЯ. Карта къ поименованнымъ выше статьямъ г. Люлье. Сравнительная таблица свѣдѣній объ имѣніяхъ Греческой Церкви въ Закав-. казскомъ Краѣ, собранныхъ въ 1819, 1831 и 1834 годахъ. | [ 7 ]             |
| 5  |                                                  | Кн. V                                            | Тифлис 1862    | Ред. Филадельфин А. Т. и Загурский Л. П. Абих Г. В. Иосселиани П. И. Люлье Л. Я. Салацкий Н. Д. Стебницкий И. И.                                            | I. УЧЕНЫЕ ТРУДЫ. ТРУДЫ ЧЛЕНОВЪ ОТДѢЛА: Землетрясенія въ Шемахѣ и Эрзерумъ въ маѣ 1859 года (съ тремя кар- тами), статья Члена-Сотр. И. Р. Геогр. Общ. Г. В. Абиха ................................. 1. Климатъ въ Тифлисѣ, статья Д.-Чл. Отд. А. Т. Филадельфина .................. 19. Вѣрованія, религіозные обряды и предразсудки у Черкесъ, ст. Д.-Чл. Отд. Л. Я. Люлье ...................................................................................................... 121. Статистическая таблица Кавказскаго края. Д.-Чл. Отд. I. И. Стеб- ницкаго ..................................................................................................................... 139. ТРУДЫ ПОСТОРОННИХЪ ЛИЦЪ: Описаніе города Душета, ст. П. И. Iосселіани ................................................. 1. Очеркъ климата Закавказскаго края, ст. Н. Д. Салацкаго .......................... 73. II. ЛѢТОПИСЬ ОТДѢЛА. Дѣйствія Отдѣла ....................................................................................................... 1. Составъ и способы Отдѣла ................................................................................... 84. | [ 8 ]             |
| 6  |                                                  | Кн. VI                                           | Тифлис 1864    | Ред. Коваленский Д. И. Абих Г. В. Бакрадзе Д. З. Висковатов А. А. Кошкуль Ф. Г. Нешель А. И. Собольщиков П. И. Стебницкий И. И. Хатисян Г. С. Ходзько И. И. | Отчетъ о состояніи и дѣйствіяхъ Отдѣла съ 1859 по 1863 годъ .................................................................................... 1—42 Очеркъ дѣятельности Отдѣла до 1859 г. (1—4). Некрологи (4—7). Изслѣдованія Кавказскихъ языковъ (7—13). Составленіе «Сборника географическихъ свѣденій о Кавказѣ» (13—17). Изданіе «Записокъ» (17—21). Труды членовъ и чтенія въ Общихъ Собраніяхъ (21—24). Му- зеумъ (24—29). Библіотека (29—34). Измѣненія въ лич- номъ составѣ (35, 36). О суммахъ (37—42). ИЗСЛѢДОВАНІЯ И МАТЕРІАЛЫ. 1) Хведуретскій минеральный источникъ, бальнеорграфиче- скій очеркъ. Д.-чл., докт. мед. П. И. Собольщикова. 1—18 2) Сванетія. Чл.-сотр. Д. З. Бакрадзе (съ 8 стр. литогр. надписей и картою)........................................................ 19—128 Географическій обзор (19—57). Статистическія свѣденія и надписи (57—128). 3) Краткій обзоръ строенія Апшеронскаго полуострова и нѣкоторыя свѣденія о минеральныхъ произведеніях Бакинской губерніи. Статья акад. Г. В. Абиха; пе- реводъ д.-чл. Ф. Г. фонъ-Кошкуля. (Съ 9 разр. и картою)........................................................................... 129—153 4) Статистическія таблицы нефтянаго промысла на Апше- ронскомъ полуостровѣ. Д.-чл. Ф. Г. фонъ-Кошкуля. 154—165 5) Краткій очеркъ острова Святаго въ промышленномъ от- ношеніи. А. И. Нешеля и д.-чл. Ф. Г. фонъ-Кош-. куля (съ 2 чертеж.).......................................................... 166—185 I. О парафиновомъ и фотогеновомъ заводѣ. II. Гео- гностическо-гидрографическій обзоръ. 6) О періодическомъ Казбекскомъ завалѣ. Д.-чл. А. А. Висковатова ...................................................................... 186—219 7) Краткій очеркъ дѣйствій двухъ коммиссій для изслѣдо- ванія Казбекскихъ ледниковъ въ 1862 и 1863 годахъ. Д.-чл. Г. С. Хатисяна...................................................... 220—230 8) Статистическая таблица Дагестанской области. Д.-чл. I. И. Стебницкаго ............................................................ 231, 232 9) Общій взглядъ на орографію Кавказа. Помощн. предсѣд. въ Отд. I. И. Ходзько. (Съ картою и 4 чертеж.) ........ 233—286 Обзоръ тригонометрическихъ работъ на Кавказѣ съ 1847 до осени 1963 г. (233—250). Общий взгляд на орографію Кавказа (250—267). Приложения: 1) опредѣ- ленія азимутовъ направленій поднятія главн. хребтовъ; 2) барометрическія наблюденія; 3) таблица мѣстъ извер- женія газовъ, грязныхъ вулкановъ, минеральныхъ ключей и мѣсторожденій разныхъ произведеній ископаемаго цар- ства (268—286). 10) Замѣчанія по поводу карты, приложенной къ статьѣ «Сванетия». (Отъ редакціи) ......................................... 287—294 КРИТИКА И БИБЛІОГРАФІЯ. 1) Путешествіе корол. Прусскаго посольства въ Персію въ 1860—1861 г., описанное Д.-ромъ Г.-Б р у г- ш е м ъ. Лейпцигъ. 1862. gr. 8°. Томъ первый. Обзоръ д.-чл. А. А. Висковатова ......................................... 1—43 2) Географическій годъ, годичное обозрѣніе сухопутныхъ и морскихъ путешествій, изслѣдованій и проч. В и в ь- е н а-д е-С.-М а р т е н а, вице президента Парижскаго географическаго общества и проч. Годъ первый. Па- рижъ, 1863. 12°. Обзоръ В. Л. ......................................... 43—62 3) Горскіе народы и ихъ война противъ Русскихъ за свободу, О. Л а п и н с к а г о (Тефикъ-бея). Гамбургъ, 1863. 2 тома. 8°. Краткій обзоръ А. В. ......................................... 62—64 | [ 9 ]             |
| 7  |                                                  | Кн. VII Вып. 1                                   | Тифлис 1866    | | |                   |
| 8  |                                                  | Карты и рисунки к кн. VII                        | Тифлис 1866    | | |                   |
| 9  |                                                  | Кн. VIII                                         | Тифлис 1873    | | |                   |
| 10 |                                                  | Атлас к кн. VIII                                 | Тифлис 1873    | | |                   |
| 11 |                                                  | Кн. IX                                           | Тифлис 1875    | | |                   |
| 12 |                                                  | Кн. X Вып. 1                                     | Тифлис 1876    | | |                   |
| 13 |                                                  | Кн. X Вып. 2                                     | Тифлис 1876    | | |                   |
| 14 |                                                  | Атлас к кн. X                                    | Тифлис 1879    | | |                   |
| 15 |                                                  | Кн. XI Вып. 1                                    | Тифлис 1880    | | |                   |
| 16 |                                                  | Кн. XII                                          | Тифлис 1881    | | |                   |
| 17 |                                                  | Кн. XIII Вып. 1                                  | Тифлис 1884    | | |                   |
| 18 |                                                  | Кн. XIII Вып. 2                                  | Тифлис 1891    | | |                   |
| 19 |                                                  | Кн. XIV Вып. 1                                   | Тифлис 1890    | | |                   |
| 20 |                                                  | Кн. XIV Вып. 2                                   | Казань 1891    | | |                   |
| 21 |                                                  | Кн. XV                                           | Тифлис 1893    | | |                   |
| 22 |                                                  | Кн. XVI                                          | Тифлис 1894    | | |                   |
| 23 |                                                  | Кн. XVII Вып. 1                                  | Тифлис 1895    | | |                   |
| 24 |                                                  | Кн. XVIII                                        | Тифлис 1895    | | |                   |
| 25 |                                                  | Кн. XIX                                          | Тифлис 1897    | | |                   |
| 26 |                                                  | Кн. XX Часть 1                                   | Тифлис 1896    | | |                   |
| 27 |                                                  | Кн. XXI                                          | Пятигорск 1899 | | |                   |
| 28 |                                                  | Кн. XXII Вып. 1-6                                | Тифлис 1903    | | |                   |
| 29 |                                                  | Кн. XXIII                                        | Пятигорск 1902 | | |                   |
| 30 |                                                  | Кн. XXIV Вып. 1                                  | Тифлис 1903    | | |                   |
| 31 |                                                  | Кн. XXIV Вып. 2                                  | Тифлис 1903    | | |                   |
| 32 |                                                  | Кн. XXIV Вып. 3                                  | Тифлис 1904    | | |                   |
| 33 |                                                  | Кн. XXIV Вып. 4                                  | Тифлис 1904    | | |                   |
| 34 |                                                  | Кн. XXIV Вып. 5                                  | Тифлис 1904    | | |                   |
| 35 |                                                  | Кн. XXV                                          | Тифлис 1906    | | |                   |
| 36 |                                                  | Кн. XXVI Вып 2                                   | Тифлис 1907    | | |                   |
| 37 |                                                  | Кн. XXVI Вып 3                                   | Тифлис 1907    | | |                   |
| 38 |                                                  | Кн. XXVI Вып 4                                   | Тифлис 1908    | | |                   |
| 39 |                                                  | Кн. XXVI Вып 5                                   | Тифлис 1909    | | |                   |
| 40 |                                                  | Кн. XXVI Вып 9                                   | Тифлис 1911    | | |                   |
| 41 |                                                  | Кн. XXVII Вып. 1, 2                              | Тифлис 1914    | | |                   |
| 42 |                                                  | Кн. XXVIII Вып. 1                                | Тифлис 1911    | | |                   |
| 43 |                                                  | Кн. XXVIII Вып. 2                                | Тифлис 1912    | | |                   |
| 44 |                                                  | Кн. XXVIII Вып. 5                                | Тифлис 1915    | | |                   |
| 45 |                                                  | Кн. XXIX Вып. 1                                  | Тифлис 1911    | | |                   |
| 46 |                                                  | Кн. XXIX Вып. 2                                  | Тифлис 1916    | | |                   |
| 47 |                                                  | Кн. XXIX Вып. 3                                  | Тифлис 1916    | | |                   |
| 48 |                                                  | Кн. XXX                                          | Тифлис 1913    | | |                   |